# ケミカルガーデン
ケミカル・ガーデン（英: Chemical garden）は化学の実験である。

## 概要

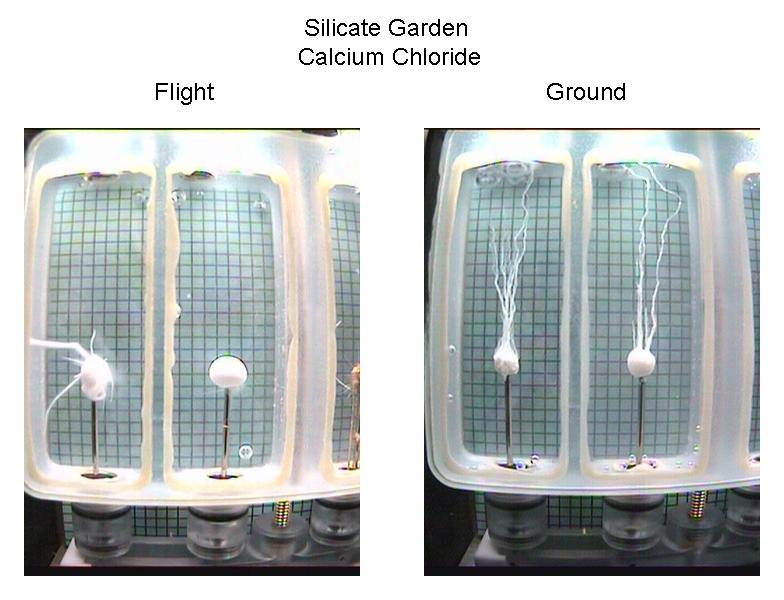
NASA科学者が国際宇宙ステーション（左）と地上（右）で成長させたケミカルガーデンの比較写真

実験方法はケイ酸ナトリウムの水液体（水ガラス）に硫酸銅や塩化コバルト(II)などの固体金属塩を加えることである。数分 - 数時間で溶液の中に植物様の結晶が生成される。1646年にヨハン・ルドルフ・グラウバーが初めて観測し記述した。最初の実験はケイ酸カリウムの溶液に塩化第一鉄を入れることで行われた。
ケミカルガーデンによく使われる金属塩と生成される物の色は下記のものである。
- 硫酸アルミニウムの結晶（白）
- 硫酸銅(II)の結晶（青）
- 塩化クロム(III)の結晶（緑）
- 硫酸ニッケル(II)の結晶（緑）
- 硫酸鉄(II)の結晶（オレンジ色）
- 塩化コバルト(II)の結晶（紫）

やり方によっては単一の円筒を生成することもできる。

### 化学の基本
ケミカルガーデンの出来具合は、遷移金属の水中での不溶性と、色に依存する。
塩化コバルトなどの金属塩は水に入れると溶ける。塩化コバルトを入れた場合、表面では複分解反応により不溶性のケイ酸コバルトが生成される。このケイ酸コバルトは半透膜として働き、半透膜の内側のケイ酸コバルト溶液のイオン強度が外側を囲むケイ酸ナトリウム溶液のイオン強度より高くなるため、浸透圧効果により内圧が高まる。やがて膜は圧力で破られるが、開いた穴から出た中のコバルトカチオンが外のケイ酸アニオンと続けて反応するため、不溶性固体が続いて生成される。その結果、植物のような結晶が生成される。結晶の色や形は使われた金属塩の種類によって異なる。
上記の場合は固体（結晶）の成長方向が上となっている。上方向になる理由は半透膜の内側にある溶液の密度が外側の水ガラス溶液の密度より低いためである。逆に、膜の内側に高密度の溶液がある場合は成長の方向性が下になる。たとえば、緑色の硫酸クロム(III)または塩化クロム(III)の純粋な溶液を利用する場合、タンクに入れる前に溶液をタール状になるまで煮詰めても、タンクに入れると次第に紫色の形態になり終わるまでは結晶化が始まらない。そこから表面には枝状の突起が出てくるが、水ガラスに浮けないほど密度が高いため成長が下へ伸びる。成長速度もケイ酸ナトリウムの濃度に依存する。

### メリット
ケミカルガーデンは初見のインパクトから、主に遊びに用いられるが、本格的な研究も行われている。たとえば、ケミカルガーデンで起きる反応と近いものとして、ポルトランドセメントと熱水噴出孔の凝結や、鋼管の内面に起こる腐食があり、ケミカルガーデンを作成することで対象物質の性質を把握することができる。
より一般的には、膜で分離されている液体中に起こる様々な挙動の理解に対してもケミカルガーデンで起こる反応が参考になることがある。例えば、氷結中の清水の表面に出る氷のスパイクや滴の生成、ユーカリなどの木に生じた傷から出る樹液の乾燥パターンや、枝の形をする、ろうそくから滴って水に入ったろうなどに類似している。

### 扱い方
生成されたケミカルガーデンはとても脆いので、タンクが揺れると壊れることがある。また生成が終わったあとに、ゆっくりと水を流し込むことで残ったケイ酸ナトリウム水溶液を洗い出すことができる。そうすることでケミカルガーデンの結晶がより長く保たれる。

## 関連項目

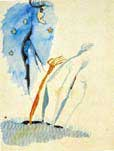
宮沢賢治水彩画『ケミカル・ガーデン』（仮題）